# Nagios

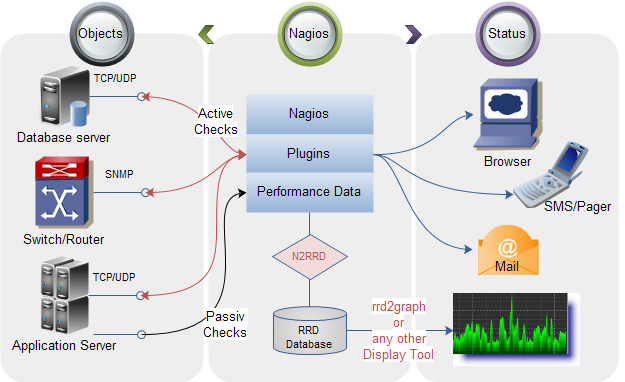
Nagios

Nagios je open source systém pro automatizované sledování stavu počítačových sítí a jimi poskytovaných služeb. Je vyvíjen primárně pro operační systém Linux, ale je možné ho provozovat i na jiných unixových systémech. Je vydáván pod GPL licencí. Je vyvíjen a udržován Ethanem Galstadtem a mnoha dalšími vývojáři pluginů.

## Charakteristika
Původně se projekt nazýval Netsaint, ale v roce 2002 byl přejmenován na Nagios. Nagios je nástroj, který umožňuje monitorovat počítačovou síť a v ní poskytované služby a v případě výskytu problému okamžitě informovat administrátora, který tak může rychle zasáhnout. Monitorovací služba periodicky spouští kontroly specifikovaných koncových uzlů a služeb. Používá k tomu externí moduly, které oznamují výsledek kontroly hlavnímu modulu Nagiosu. Pokud se vyskytne problém, služba pošle upozornění na předdefinované kontakty pomocí různých typů komunikace (e-mail, SMS, nebo online zprávy – např. ICQ). Aktuální stav, historii záznamů a další výstupy jsou přístupné přes webové rozhraní.

### Výhody
- monitoruje Windows, Unix i Linux
- monitoruje libovolné typy služeb
- dobře otestovaný i ve velmi složitých konfiguracích
- pružně přizpůsobitelný a rozšiřitelný
- jasně uspořádané rozhraní prohlížeče
- žádné licenční poplatky

### Nevýhody
- vyžaduje server s velkým množstvím paměti
- konfigurace probíhá manuálně
- konfigurace není jednoduchá
- má jednoduchou instalaci, ale konfigurace vyžaduje mnoho času
- neexistuje grafické rozhraní pro vytvoření konfigurace – (toto v současné době[kdy?] již není pravda. Nástrojů je několik, včetně velké nadstavby Centreon)

## Monitorovací možnosti
- Monitorování síťových služeb (SMTP, POP3, HTTP, NNTP, ICMP, SNMP)
- Monitorování systémových prostředků (vytížení CPU,využitá kapacita pevného disku, logování systému) a umí monitorovat i operační systém Microsoft Windows s pluginem NRPE_NT.
- Vzdálené monitorování přes protokol SSH nebo přes zašifrovaný SSL tunel.
- Jednoduchý design pluginů, který umožňuje uživatelům tvořit vlastní pluginy pro monitorování jejich služeb. Pluginy lze tvořit různých jazycích (Bash, C++, Perl, Ruby, Python, PHP, C#, atd.)
- Hierarchická struktura, která umožňuje vytvářet stromovou strukturu mapy sítě.
- Notifikace o problémech pomocí pageru, e-mailu, SMS, VoIP (napojení na Asterisk)
- Event handling, pro proaktivní řešení problémů (např. automatický restart služby, při zjištění nefunkčnosti)
- Webové rozhraní pro vizuální kontrolu stavu sítě.

## Další možnosti Nagiosu
Odkazy do externího webu
Pokud máte na webu již existující systém, který obsahuje data o zařazeních (inventura), je možné na tento systém odkazovat přímo z Nagiosu.
Zobrazování dat
Nagios pro svoji činnost z testu zpracovává až tři druhy výsledků testu: OK/WARNING/CRITICAL. Plugin sice vypíše informaci o tom, co se přesně přihodilo (OK – RTA: 32ms, packet loss: 20%), ale do Nagiosu připadne jen jedna ze tří hodnot OK/WARNING/CRITICAL. Pokud chceme zpracovávat informace o tom, jaké hodnoty přesně plugin vrátil, je potřebné zapnout performance data logging. Potom se pro každý výstup testovacího pluginu volán další plugin, ten může data ukládat do databáze, či na jiné místo, kde s nimi můžeme libovolně pracovat. K dispozici je modul, který umožní ukládat data do RRD databáze. Při kombinaci s nástrojem Cacti můžeme získat velmi pěkné grafické statistiky.
Distribuovatelnost
Nagios je možné nasadit ve spojení s jiným strojem v HA clusteru. Naopak pro monitorování rozlehlých sítí se hodí zátěž procesoru a hlavně sítě distribuovat na více strojích. I to Nagios zvládne. Výsledkem je několik monitorujících strojů, ale pouze jedna monitorovací konzole. Obě varianty je možné kombinovat.
Monitoring z mobilního telefonu
Nagios kromě běžného výstupu do webového prohlížeče může poskytovat i výstup ve formě WML stránek (WAP), které je možné prohlížet na mobilních telefonech. I z tohoto rozhraní je možné zadávat další příkazy např.: ping, traceroute, apod.